# Пятница! News
«Пятница! News» (в 1996—1998 годах — «News Блок BIZ-TV», в 1998—2013 годах — «News Блок MTV», в 1996—2013 годах — просто — «News Блок», в 2009—2013 годах — альтернативное название — «MTV News») — новости музыки, кино и шоу-бизнеса на телеканале «Пятница!». По будням в плавающем графике 00:00-02:30 — премьера, повтор — в плавающем графике ночь-утро следующего дня. Хронометраж — 30 минут.

## История
Впервые программа вышла в 1996 году на канале BIZ-TV, впоследствии ставшем «MTV Россия», под названием «News Блок». Автор программы Александр Анатольевич придумал название за 5 минут до первого эфира. Позже у программы появился слоган — «Ты узнаешь это первым!». Формат передачи менялся часто — одно время передача выходила в пятнадцатиминутном формате, одно время — пять минут. До 2008 года включительно выпуски программы не транслировались в летний период ввиду малого количества новостей.
Изначально программа выходила в ежедневном режиме.
С 2004 по 2005 год ежедневный эфир News Блока отсутствовал, по пятницам (повтор по субботам) выходил только выпуск News Блок Weekly, который вёл Александр Анатольевич.
С 26 сентября 2005 года ежедневный показ передачи был восстановлен, появилось разделение эфиров на ежедневные и еженедельные (Daily и Weekly). Выпуски с припиской Daily стал вести Ярослав Александрович (сын Александра Анатольевича), Weekly же по-прежнему вёл его отец. С того времени в региональных партнёрах-станциях MTV (например, «Юни-канал») стали выходить региональные выпуски программы (например, «News Блок. Новосибирск»).
С 13 октября 2008 года, после выхода из отпуска, связанного ещё и с оптимизационной перезагрузкой канала «MTV Россия», ежедневные выпуски стали вести другие молодые ведущие (см. ниже), а News Блок Weekly остался за Александром Анатольевичем.
Программа пользовалась большой популярностью и входила в число популярных программ «MTV Россия».
С 31 мая 2013 года после преобразования «MTV Россия», программа продолжила выходить на телеканале «Пятница!», под названием «Пятница! News».

## Ведущие
В настоящее время программу ведут: 
- Игорь Лантратов (2011—2013, c 5 марта 2018)[16]
- Ольга Благодарская (с 7 декабря 2015)[17]

### Ведущие прошлых лет
Ранее передачу также вели:
- Александр Анатольевич (1996—2011)[6]
- Тутта Ларсен (2001—2008)[18]
- Антон Комолов (2001—2002, 2013—2014)
- Григорий Кулагин (2003—2004)
- Сергей Козлов-Елисеев (Сега) (2003—2004)[19]
- Ярослав Александрович (2005—2008)
- Антон Зорькин (2008—2009)
- Вика Холодная (2008—2009)
- Настя Горячая (2008—2009)
- Артём Королёв (2008—2017)
- VJ Chuck (2010)
- Ирена Понарошку (2010—2012)
- Женя Петрова (2012—2013)
- Валентина Мазунина (2015)

## Рубрики
- News Блок International[20]
- News Блок Weekly
- News Блок Daily
- Понарошку Crazy News
- News Блок XXL
- Recordные новости

## Пародии
- Программа была дважды спародирована в телешоу «Большая разница», в 2009 и 2012 годах. В первой пародии, показанной в июне 2009 года, пародируются ведущий Александр Анатольевич и клип «Город дорог»[21], а во второй пародии, показанной в январе 2012 года, присутствуют Александр Анатольевич и обзор новой компьютерной игры «MORTAL SUPERSTARS!» (аллюзия на Mortal Kombat)[22].

## Награды
- В 2019 году программа получила премию «ТЭФИ» в номинации «Информационная программа»[23].